# Полоцкое (Саратовская область)
Полоцкое — село в Самойловском районе Саратовской области России. Входит в состав Красавского сельского поселения Самойловского района. 

## География
Село находится на административной границе с Волгоградской областью. Улицы расположены вдоль пруда с 4-х сторон.

## Население
| 2002 | 2010 |
| ---- | ---- |
| 737  | ↘625 |

## Инфраструктура
- Школа
- Детский сад
- Сбербанк
- Дом культуры
- Почта
- Медпункт

## Экономика
Основным занятием местного населения является сельское хозяйство, так как село находится в чернозёмной полосе России. Выращивают в основном ячмень, рожь, пшеницу, подсолнечник.